# محمد أمين المهدي
المستشار محمد أمين العباسي المهدي  هو القاضي الدولي وأحد أبرز القانونيين المصريين المعاصرين، ترأس مجلس الدولة المصري والمحكمة الإدارية العليا في الفترة من أول أكتوبر 2000 وحتى نهاية سبتمبر 2001، وتميّزت أحكامه بالجرأة والقوة الفنية وإحكام الصياغة، اختير بعدها عضوا بالمحكمة الجنائية الدولية ليوغسلافيا السابقة. وشغل منصب عضو اللجنة الاستشارية العليا لمركز القاهرة الإقليمي للتحكيم التجاري الدولي CRCICA. بالإضافة إلى عضوية اللجنة القومية للتحقيق وتقصّي الحقائق في شأن أحداث ثورة 25 من يناير 2011، كما صدر قرار رئيس مجلس الوزراء بتعيينه عضوا المجلس القومي لحقوق الإنسان. ويشغل حاليا منصب وزير شئون مجلس النواب والعدالة الانتقالية.

## النشأة والتعليم
ولد المستشار محمد أمين المهدي بمنيل الروضة بالقاهرة في 24 نوفمبر عام 1936، وكان والده عضوا بمجلس الشيوخ المصري عن حزب الوفد قبل ثورة يوليو 1952. وهو حفيد الشيخ المهدي العباسي شيخ الجامع الازهر وأول من جمع بين منصب مفتي الديار المصرية ومشيخة الأزهر والذي استمر بالإفتاء مدة أربعين سنة وصاحب كتاب الفتاوى المهدية في الوقائع المصرية في الفقه الحنفي.
تخرج المستشار المهدي من كلية الحقوق جامعة القاهرة عام 1956 وكان من أوائل دفعته بتقدير جيد جدا، ثم حصل على دبلومي القانون العام والعلوم السياسية من ذات الجامعة عام 1958، وفي عام 1967 حصل على شهادة مدرسة الإدارة الوطنية الفرنسية ÉNA من باريس. يجيد استخدام اللغتين الإنجليزية والفرنسية إجادة تامة. وهو متزوج وله ولد هو أحمد أمين المهدي، ويقيم بمنطقة الزمالك بالقاهرة.

## أهم المناصب القضائية
عُيّن المهدي بمجلس الدولة فور تخرجه عام 1956 وكان عمره تسعة عشر عامًا، وتدرّج في المناصب القضائية به وانتدب إلى عدة أماكن. انتدب في بداية حياته الوظيفية إلى المكتب الفني لرئيس الجمهورية وكان وقتها جمال عبد الناصر رئيسا للجمهورية، كما اتندب مستشارا لكل من وزير المالية ووزير العدل، وفي عام 1994 وحتى عام 1997 عمل خبيرا دستوريا لأمير دولة الكويت الشيخ جابر الأحمد الصباح.
في عام 1998 تولى رئاسة اللجنة الثالثة فاللجنة الثانية من لجان قسم الفتوى بمجلس الدولة المصري. وكان من أشهر العقود التي اعتمدها من الناحية القانونية (عقد الخط الأول لمترو الأنفاق مع الجانب الفرنسي) وكانت النسخة المعتمدة النسخة الإنجليزية. ثم انتقل بعدها إلى رئاسة قسم التشريع بمجلس الدولة في عام 1999. وكان من أشهر مشروعات القوانين التي راجعها مشروع تقنين تنظيم أوضاع إجراءات التقاضي في مسائل الأحوال الشخصية والذي صدر لاحقًا برقم 1 لسنة 2000. ترأس المهدي الدائرة الأولى بمحكمة القضاء الإداري حتى تاريخ توليه رئاسة مجلس الدولة، وكانت له العديد من الأحكام الهامة من أبرزها الحكم الخاص بوقف تنفيذ وإلغاء القرار الصادر من وزارة الثقافة بوضع هريم من الذهب الخالص فوق هرم خوفو إبان الاحتفالات المقامة بمناسبة الألفية الثالثة. وترأّس الدائرة الأولى بالمحكمة الإدارية العليا، وكان من أشهر أحكامه تلك الصادرة بشأن شروط الترشح لعضوية المجلس التشريعي (مجلس الشعب) وكان لهذه الأحكام مردود إيجابي لدى السلطة التنفيذية لمراجعة معايير اختيار المرشحين الممثلين للحزب الحكم آنذاك (الحزب الوطني).

## محطات قانونية هامة
- تمثيل جمهورية مصر في هيئة تحكيم هضبة الأهرام (تحكيم هضبة الأهرام):
- عضوية اللجنة القومية للدفاع عن طابا (تحكيم طابا):

عند تطبيق معاهدة السلام المصرية الإسرائيلية حدث خلاف على تعيين مكان بعض علامات الحدود التي تلاشت عند منطقة طابا، وحاول الإسرائيليون تحريك بعض هذه العلامات داخل الأرض المصرية للاستيلاء على طابا لذلك اتفق الطرفان مصر وإسرائيل على حسم الخلاف بطريق التحكيم. وقد تم الاتفاق على مشارطة التحكيم وتشكيل لجنة قومية لتمثيل مصر أمام هيئة التحكيم من خيرة العناصر المصرية،
ضم فريق الدفاع عناصر وخبراء في القانون والجغرافيا والتاريخ والمساحة العسكرية، وقد كان المهدي واحدا من عناصر الفريق من القانونيين، إذ اختير هو من القضاء الإداري، واختير المستشار فتحي نجيب من القضاء العادي، واستمر عمل اللجنة والتجهيز لهذه المهمة مدة سنتين. في 29 سبتمبر 1988 أصدرت هيئة التحكيم التي انعقدت في جنيف حكمها لصالح الرأي المصري لتعيين موقع علامة الحدود، وفي 15 مارس 1989 تسلّمت مصر منطقة طابا وعادت إلى سيادتها.
وبتاريخ 20 مارس 2014 صدر قرار رئيس الجمهورية بمنح وسام الجمهورية من الطبقة الأولى لأعضاء وفد المفاوضات وفريق التحكيم المصري وهم: اسم المستشار محمد فتحي نجيب، الدكتور نبيل محمد عبد الله العربي، والمستشار محمد أمين العباسي المهدي، واسم السفير أحمد ماهر محمود السيد، والدكتور مفيد محمود محمود شهاب.
فيما حصل وسام الاستحقاق من الطبقة الأولى كل من، السفير مهاب مقبل مصطفي مقبل، والسفير أحمد أمين أحمد فتح الله، والسفير وجيه سعيد مصطفى حنفي، والسفير محمود أحمد سمير سامي.
بالإضافة إلي حصول كل من، اللواء أ.ح متقاعد أحمد خيري عبد الرحمن حسن الشماع، واسم اللواء مهندس محمد كامل عبد الناصر الشناوي، اسم الدكتور أحمد صادق القشيري، الدكتور جورج ميشيل جورج أبي صعب، واسم الدكتور صلاح الدين محمود فوزي عامر، اسم الدكتور يونان لبيب رزق، والسيد الوزير المفوض محمد محمود السيد جمعة، واسم الدكتور سميح أحمد فؤاد صادق، على وسام الجمهورية من الطبقة الثانية.

## المهدي رئيسا لمجلس الدولة
خلال المدة التي أمضاها المستشار أمين المهدي رئيسا لمجلس الدولة ورئيسا للدائرة الأولى للمحكمة الإدارية العليا ورئيسا لدائرة الأحزاب السياسية، فقد أصدر العديد من الأحكام القضائية الهامة التي أثارت ردود افعال واسعة في الأوساط السياسية والقانونية المصرية. كان من أهم تلك الأحكام عدم أحقّية مزدوجي الجنسية في الترشح لعضوية مجلس الشعب المصري، وكذلك عدم أحقية المتهرّبين من أداء الخدمة العسكرية في الترشح لعضوية مجلس الشعب.
- مزدوجو الجنسية وعضوية مجلس الشعب:

صدر عن الدائرة الأولى بالمحكمة الإدارية العليا في الفترة التي تولّى فيها المستشار المهدي عدة أحكام هامة أرسَت مبدأً جديداً مفاده عدم أحقّية مزدوجي الجنسية في عضوية البرلمان، وقد شيدت المحكمة قضاءها المشار اليه على فهمها لرابطة الجنسية كرابطة قانونية بين الفرد ووطنه لا تقبل التجزئة أو الانقسام، بل على العكس تفترض التفرد والولاء الكامل، فجاء بحيثات أحكامها في هذا الخصوص أن «المحكمة ترى لزاما عليها، وهي تنزل حكم الدستور المصري، التأكيد على أن بيان الحكم الدستوري المستمد من عبارات القسم الذي على عضو مجلس الشعب أن يقسمه قبل تولى شئون العضوية، إنما هو استخلاص موضوعي مجرد يتأبى على التخصيص بالنسبة لما قد يقوم من حالات في التطبيق. فالولاء المتفرد المتطلب دستوراً يسمو، في تجرده، على الحالات الواقعية في التطبيق، وهو بعد الولاء بالمعنى القانوني المستمد، على ما سبق البيان، من التكييف القانوني لرابطة الجنسية. ومفاد ذلك، أن هذه المحكمة لا تتعرض، ولا شأن لها في ذلك، للولاء الفعلي لما يعرض أمامها من حالات؛ لأن الأمر لا يتعلق بإثبات الولاء الفعلي في كل حالة على حده. وإنما الأمر مردّه إلى حكم موضوعي قائم من مفاد أحكام الدستور يجد له سنداً من التكييف القانوني المجرد لرابطة الجنسية؛ فالجنسية الأجنبية تفترض، قانونا، ولاء وانتماء هو الذي ينتج تصادما مع متطلبات الحكم الدستوري، دون إمكان التحدي في كل حالة على حده بقيام الدلائل التي تفيد غير ذلك، أو أنه ليس ثمة ولاء أصلا لتلك الجنسية الأجنبية، إذ الأمر على ما سلف، يتصل بالتكييف القانوني لرابطة الجنسية، وهذا التكييف القانوني المجرد يتأبى على التخصيص».
- الهاربون من التجنيد وعضوية مجلس الشعب:

## المهدي قاضيا بالمحكمة الجنائية الدولية ليوغسلافيا السابقة
شغل المهدي عضوية المحكمة الجنائية الدولية ليوغوسلافيا السابقة بناء على ترشيح جمهورية مصر العربية له، وشغل هذا المنصب اعتبارا من 17 نوفمبر 2001 ولمدة أربع سنوات، وأصدر خلالها العديد من الأحكام الهامة التي ساهمت في إرساء قواعد المسئولية الفردية الجنائية الدولية.

## المهدي والمحكمة الدولية الخاصة بلبنان
بمناسبة صدور قرار مجلس الأمن رقم 1646 الذي أنشأ المحكمة الدولية الخاصة بلبنان لمحاكمة المتورطين في اغتيال رئيس الوزراء اللبناني رفيق الحريري، وبموجب اتفاق مبرم بين الأمم المتحدة ولبنان، قام بان كي مون سكرتير عام الأمم المتحدة في أكتوبر 2007 باختيار المستشار المهدي عضوا في لجنة اختيار قضاة المحكمة الخاصة ذات الصفة الدولية لمحاكمة المتورطين في جريمة اغتيال رئيس الوزراء الأسبق رفيق الحريري المشكلة، وقد تشكّلت هذه اللجنة من كل من القاضي محمد أمين المهدي (مصري) والقاضي أريك موز (نرويجي) إضافة إلى المستشار القانوني للأمم المتحدة نيكولا ميشال.

## المهدي وتعيين المرأة في مجلس الدولة
عبّر المستشار المهدي عن رأيه في أزمة تعيين المرأة في مجلس الدولة في حوار صحفي أجرته معه جريدة الدستور اليومية جاء فيه:
رفض المستشار محمد أمين المهدي ـ رئيس مجلس الدولة الأسبق والقاضي بالمحكمة الجنائية الدولية ـ الحملة الضارية التي يتعرّض لها مجلس الدولة في الفترة الأخيرة بسبب إجماع أغلبية مستشاريه على إرجاء تعيين المرأة قاضية بالمجلس لمزيد من البحث والدراسة، قائلا «لا يمكن أن يظل عرض مجلس الدولة مستباحا بسبب قرار أجمعت عليه غالبية مستشاريه».
وأضاف المهدي أنه ليس من اللائق أن يقال عن مجلس الدولة إنه ضد المرأة لأن المجلس هو الجهة القضائية الوحيدة التي أوقفت تنفيذ قرار وزير الداخلية بضرورة موافقة الزوج على سفر الزوجة، وأن المجلس أول من أعطى الولاية التعليمية للمرأة الحاضنة، وهو الذي أعد وراجع قانون الخُلع الذي يعطي للمرأة قدراً كبيراً من التساوي مع الرجل، مؤكدا أن قضاء مجلس الدولة هو قضاء الشرعية والملائمة ودائما ما يكون الملاذ والمصير للمواطن وتكون أحكامه نبراسا ودليلا على ضرورة المساواة بين جميع المواطنين وعدم التمييز بينهم على أي أساس. ولفت المهدي إلى أنه من سنوات طويلة عرض أمر تعيين الإناث في مجلس الدولة على محكمة القضاء الإداري والمحكمة وقتها قضت بأنه لا مانع دينياً ولا شرعياً ولا أخلاقياً يمنع المرأة من تولّي القضاء، وإنما ينبغي تأجيل الأمر لاعتبارات تتعلق بالملائمة..
وتساءل المهدي: هل قضاة مجلس الدولة الحريصون على ضرورة أن يحصل كل مواطن على حقوقه السياسية والاجتماعية والاقتصادية غير مسموح لهم بالتحاور فيما بينهم في أمر يخصهم؟!.. فمن حقهم أن يؤجلوا تعيين المرأة بقضاء مجلس الدولة لحين الاستقرار على الكيفية التي من المفضل أن تدخل المرأة من خلالها قضاء مجلس الدولة مضيفاً: «هل تلتحق بأدنى الوظائف القضائية وتتدرج في المناصب أم تلتحق بقمة الوظائف القضائية مباشرة كما حدث مع المستشارة تهاني الجبالي في الدستورية العليا؟!.. هل يتم تعيين خريجات كليات الحقوق أم تعيين أستاذة جامعية تربي جيلاً من القاضيات داخل المجلس؟!.. وما العدد المناسب المفترض أن يبدأ المجلس في تعيينه من الفتيات؟!..»، وكلها أمور يجب أن يتدارسها مستشارو مجلس الدولة قبل اتخاذ القرار، لافتا إلى أن القضاة داخل المجلس تعودوا على نظام المداولة في جميع القرارات التي يتخذونها ولا يتخذ إلا رأي الأغلبية.

## مؤلفــاته
ليس للمستشار المهدي الكثير من المؤلفات، فلقد أمضى معظم وقته متفرغا لصياغة أحكامه، فوضع في تلك الأحكام فلسفته وأفكاره، إلّا أنه يقوم أحيانا بكتابة بعض المقالات وإلقاء المحاضرات. ومنها:
- المدخل لدراسة القانون الدولي الجنائي:
- منهج القاضي الإداري:

في ديسمبر 2007 قام المستشار المهدي بناء على دعوة من معهدالكويت للدراسات القضائية والقانونية بإلقاء عدة محاضرات على قضاة الدوائر الإدارية والاستئنافية، وقد جاءت هذه المحاضرات بعنوان الاتجاهات الحديثة في القضاء الإداري، طبعت في كتاب سُمّي منهج القاضي الإداري مكوّن من ثلاث مقالات وبعض الملاحق. والمقالات هي: دور القاضي الإداري في النظم السياسية المعاصرة، ودور القاضي الإداري في رقابة الانحراف التشريعي في تنظيم الحقوق والحريات، وتأملات في أحكام القانون رقم 20 لسنة 1980 بإنشاء دائرة بالمحكمة الكلية لنظر المنازعات الإدارية بالكويت، وقد قوبلت المحاضرات باهتمام واضح مما دفع معهد الدراسات القضائية والقانونية إلى طبعها ليكون أحد إصدارات المعهد، والكتاب مُتاح على موقع المعهد المذكور 

## المهدي وزيراً للعدالة الانتقالية والمصالحة الوطنية
في يوليو 2013 تم تشكيل وزارة الدكتور حازم الببلاوي، وضمت في تشكيلها حقيبة جديدة للعدالة الانتقالية والمصالحة الوطنية، وتم اختيار المستشار المهدي وزيرا لها، وتولى المهدي هذا المنصب في ظل انقسام يعاني منه المجتمع المصري وموجات من العنف تسود الشارع، وأسفرت جهود المستشار المهدي في المرحلة الأولى عن وضع نص دستوري في الدستور المصري في باب الاحكام الانتقالية ينظم مسار العدالة الانتقالية في مصر، إذ بغير هذا النص الدستوري لم يكن يتصور وجود آليات للعدالة الانتقالية.
حيث تنص المادة (242) من الدستور المصري العدل في 2014 على أن: يلتزم مجلس النواب في أول دور انعقاد له بعد نفاذ هذا الدستور بإصدار قانون للعدالة الانتقالية يكفل كشف الحقيقة، والمحاسبة، واقتراح أُطُر المصالحة الوطنية، وتعويض الضحايا، وذلك وفقاً للمعايير الدولية.
الوفاة 
توفي محمد امين المهدي في يوم 5 اكتوبر 2019 وقد شيعت جنازته من مسجد السيدة نفيسة  حيث وافته المنية في جنيف، عن عمر يناهز 83 عاماً.
كان على رأس المشيعين نجله المستشار أحمد المهدي، وعدد من الوزراء السابقين، وقيادات مجلس الدولة، وعدد من كبار القضاة والمحامين

## التكريم
- وسام الجمهورية (2014).[1]